# Vormkritiek
Vormkritiek is een methode van bijbelkritiek, die onderdelen van de Schrift classificeert op basis van hun literair patroon en vervolgens probeert elk type te traceren tot de periode van mondelinge overlevering. 
Vormkritiek is de poging om verder dan de geschreven bronnen van de Bijbel te komen tot aan de periode van de mondelinge traditie, en om de mondelinge vormen te isoleren die in de geschreven bronnen terechtkwamen. Voor zover dit een poging is om de geschiedenis van de traditie te traceren, staat het bekend als traditiekritiek.— Erickson, Millard (1998). Christian Theology
Vormkritiek probeert de oorspronkelijke vorm van een eenheid en de historische context van de literaire traditie te bepalen.
Hermann Gunkel (1862–1932), Martin Noth, Gerhard von Rad en andere geleerden ontwikkelden de vormkritiek oorspronkelijk voor studies van het Oude Testament. Zij gebruikten deze om de documentaire hypothese aan te vullen met verwijzing naar de orale grondslagen ervan. Karl Ludwig Schmidt, Martin Dibelius (1883–1947) en Rudolf Bultmann pasten later vormkritiek toe op de evangeliën.
Hoewel vormkritiek in de 20e eeuw een vrij dominante rol speelde in zowel de studies naar het Oude als het Nieuwe Testament, krijgt ze de laatste decennia steeds meer kritiek vanuit de academische gemeenschap. De invloed ervan op het vakgebied neemt af.

## Literaire vormen en sociologische contexten
Vormkritiek begint met het identificeren van het genre of de conventionele literaire vorm van een tekst, zoals parabels, spreekwoorden, brieven of liefdesgedichten. Vervolgens wordt gezocht naar de sociologische context van het genre van elke tekst, de "levenssituatie" (Duits: Sitz im Leben). De sociologische context van een wet is bijvoorbeeld een rechtbank, de sociologische context van een lofpsalm (hymne) is een eredienstcontext, en de sociologische context van een spreekwoord kan een vermaning van vader op zoon zijn. Nadat de genre-perikopen van de tekst zijn geïdentificeerd en geanalyseerd, bekijkt de vormkritiek verder de vraag hoe deze kleinere genre-perikopen bijdragen aan het doel van de tekst als geheel.

## De Evangelisten
Uit onderzoek op basis van vormkritiek blijkt dat de evangelisten bij het samenstellen van de canonieke evangeliën een beroep deden op mondelinge overleveringen. Deze mondelinge traditie bestond uit verschillende afzonderlijke onderdelen. Gelijkenissen en aforismen vormen de "basis van de traditie". Verhalen die eindigen met een uitspraak van Jezus, zijn historisch gezien geloofwaardiger dan andere soorten verhalen over Jezus. Andere soorten verhalen zijn onder meer controverseverhalen, waarin Jezus in conflict komt met religieuze autoriteiten, wonderverhalen, waaronder genezingen, uitdrijvingen en natuurwonderen, verhalen over roepingen en opdrachten, en legendes. Het door vormcritici ontwikkelde orale model leunde zwaar op de hedendaagse theorie van de Joodse folkloristische overdracht van oraal materiaal. Als resultaat van deze vormkritiek kan men de ontwikkeling van de vroege evangelietraditie traceren.

## Kritiek en achteruitgang

### In studies van het Oude Testament
Na de publicatie van Abraham in History and Tradition door John van Seters, Der sogenannte Jahwist ("De zogenaamde Yahwist") door Hans Heinrich Schmid, en Das überlieferungsgeschichtliche Problem des Pentateuch ("Het traditie-historische probleem van de Pentateuch") door Rolf Rendtorff, is de nadruk van de vormkritiek op de mondelinge traditie afgenomen in oudtestamentische studies. Dit komt grotendeels doordat wetenschappers steeds meer sceptisch worden over het vermogen om de "oorspronkelijke" mondelinge tradities te onderscheiden van de literaire bronnen waarin deze tradities bewaard worden. Als gevolg hiervan richt de methode die op het Oude Testament wordt toegepast zich nu op de literaire genres van de Bijbel en is deze vrijwel synoniem geworden met genrekritiek.

### In studies van het Nieuwe Testament
Vanaf het laatste decennium van de twintigste eeuw zijn Bultmanns theorieën over het Nieuwe Testament het onderwerp geworden van toenemende kritiek in de academische gemeenschap: geleerden als Martin Hengel, James DG Dunn, Richard Bauckham en Brant J. Pitre hebben de vormkritiek rechtstreeks aangevallen als een foutieve theorie, en hebben in plaats daarvan betoogd dat de evangeliën zijn geschreven door ooggetuigen of door auteurs die betrouwbare schriftelijke en mondelinge bronnen hadden. Hoewel aspecten van de vormkritiek nog steeds tot de wetenschappelijke hoofdstroom behoren, geven velen nu toe dat Bultmanns oorspronkelijke standpunten onhoudbaar zijn geworden, tot het punt dat, volgens Werner H. Kelber, "het vandaag de dag geen overdrijving is te beweren dat een heel spectrum van de belangrijkste aannames die ten grondslag liggen aan Bultmanns synoptische traditie als verdacht moet worden beschouwd."